# Ponana ornatella
Ponana ornatella är en insektsart som beskrevs av Delong 1981. Ponana ornatella ingår i släktet Ponana och familjen dvärgstritar. Inga underarter finns listade i Catalogue of Life.